# Nieuwlicht (Blokker)
Het klooster Nieuwlicht (officieel: Onze Lieve Vrouwe ten Nieuwlicht) was een klooster in de Noord-Hollandse plaats Blokker. Het klooster werd tussen 1388 en 1392 gebouwd als monnikenklooster. De priesters Gerard van Hoorn en Paulus van Medemblik hebben hun leraar Geert de Groote verzocht om de oprichting van het klooster. Het klooster was gewijd aan de Heilige Maagd. Het kloostercomplex omvatte onder andere een kapel, kloosterhof en een brouwerij. Alle voornoemde gebouwen bevonden zich binnen een ommuring met een binnen- en buitengracht. Het klooster bezat ook een aantal landerijen.

## Geschiedenis
In 1388 schonk Meynard Eupesz een stuk van zijn grond aan het nog te bouwen klooster Onze Lieve Vrouwe ten Nieuwlicht. Het klooster werd in 1392 gesticht en behoorde tot het kapittel van Windesheim. In 1485 sloeg de bliksem in de kerk waardoor deze met een deel van het klooster afbrandde. Later dat jaar werd ook een deel van het klooster geplunderd. Herbouw duurde tot 1550, omdat het klooster en bijbehorende kerk herbouw niet eerder konden bekostigen. In 1502 werd het land uitgebreid met een nieuw stuk grond. De grond is van de zusters Katheryn Dircks Dochter en Alyt Dircks Dochter gekocht. In 1550 werd het kloostercomplex uitgebreid, bij het afronden van de bouw gaf de gemeente Hoorn een gebrandschilderd raam cadeau.
Op 14 juli 1566 werd de eerste openbare protestantse preek in Holland gehouden, dit gebeurde op een veld naast dit klooster. In 1572 werd het klooster gesloopt, om te voorkomen dat het door de Spanjaarden gebruikt zou worden om Hoorn te kunnen belegeren. Het klooster werd gesloopt met toestemming van Willem van Oranje, dit was mede mogelijk omdat de monniken gevlucht waren voor de Geuzen.
De bomen van het kloosterterrein werden gebruikt voor de bouw van het rondeel van de Westerpoort. De stenen bouwwerken werden gebruikt om als bouwmateriaal in de omgeving te dienen. Hierbij werden de poorten en de koeienstal van het klooster ontzien. Tot 1834 bleven de resten van het klooster staan, dat jaar werden de ruïnes geruimd. Er werd nog wel een plattegrond van het kloostercomplex getekend.

### Liefdadigheid en tucht
Alle kloosters die bij Windesheim hoorden stonden bekend om hun liefdadigheid, zo ook Nieuwlicht. Petrus Opmeer stelde dat het klooster in de winter tussen de 700 en 1000 armen voedde. De tucht die in het klooster heerste zou tot aan het einde van het klooster stand hebben gehouden. In 1570 ontving het klooster daar ook een getuigenschrift over, in dat getuigenschrift stond: Om zijne bijzondere uitstekende godsvrucht.

### Archeologisch onderzoek
In 1932 werd een deel van het klooster ontdekt, naar aanleiding van deze ontdekking werd een eerste archeologisch onderzoek naar het klooster gedaan. Tijdens werkzaamheden, in opdracht van de gemeentes Zwaag en Blokker, om drie bruggen te plaatsen en de Koewijzend te verbreden, kwam een deel van het voormalige klooster tevoorschijn. Ook de twee brughoofden van de brug naar de poort werden ontdekt. In december 1932 werd de sloot 'de Nieuwe Wijzend' uitgediept, toen werden de resten van de brug gevonden: twee taludafschuiningen en een brughoofd. Op 13 december werden verschillende archeologische vondsten gedaan, waaronder die van twee geraamten. Een ander object dat toen gevonden is, is een fragment van een zandstenen engel.
In 1978 werd er opnieuw onderzoek gedaan, ditmaal door de ROB. In een aantal sleuven werd gezocht naar muurresten die er nog zouden moeten zijn, die waren in 1932 nog gevonden, maar zij bleken allemaal verdwenen te zijn. De locatie van de buitengracht en een binnengracht konden wel vastgesteld worden. Van de buitengracht resteren nog delen, die als sloten in gebruik zijn genomen.
Naar aanleiding van de vondst van een sluitsteen, die later in de poort is geplaatst, werd in 2003 een nieuw archeologisch onderzoek gedaan. De archeologische dienst werd pas na de vondst er bij gehaald omdat er geen archeologische vondsten verwacht werden. Doordat de archeologische dienst er pas later bij is gehaald, kon de aannemer, enige tijd gewoon zijn werk doen: de grond bouwrijp maken voor het plan Blokweer en puin verwijderen. Na onderzoek bleken de werkzaamheden 10 meter naast de beoogde plek uitgevoerd te worden, waardoor ze in de sloot van het klooster terecht waren gekomen. Het puin bleek later de gesloopte kloosterpoort en toegangsbrug te zijn. Elders werden resten van muurwerk gevonden, deze resten lagen nog in oorspronkelijk verband. Al het puin werd door de aannemer op een hoop gegooid om later vernietigd te worden, omwonenden hebben de archeologische dienst gewaarschuwd waardoor een aantal onderdelen toch gered konden worden. Onder de geredde fragmenten behoorden de sluitsteen van de toegangspoort en een fragment dat vermoedelijk deel uitmaakte van de toegangspoort. Dit fragment wat een van ijzer beslagen houtfragment dat in de buurt van de sluitsteen lag.

### Sluitsteen
In juli 2003 werd bij de graafwerkzaamheden een zandstenen sluitsteen gevonden dat bij Nieuwlicht heeft gehoord. De steen werd in een sloot gevonden en was de sluitsteen van een van de toegangspoorten van het klooster. In de steen is het symbool voor Sint-Augustinus gehouwen: een wapenschild met een hart dat doorboord is door twee pijlen. Door de stijl kan de steen gedateerd worden op de verbouwing van omstreeks 1550. De vormgeving en de verering van het Heilig Hart komen vooral voor bij de Moderne Devotie van Geert Grote. In 2011 is de huidige, nieuw gebouwde, poort gebouwd ter herinnering aan het klooster, als sluitsteen is de originele sluitsteen gebruikt.
De sluitsteen is ook beschilderd, onder het hart bevindt zich het alziend oog en ook elders is de steen beschilderd. Door de stijl waarin de steen is beschilderd wordt vermoed dat het onderdeel uitmaakte van een latere uitbreiding. Het alziend oog en het Heilige Hart zijn verwijzingen naar de Moderne Devotie, de stroming waar het klooster ook bij hoorde.
Blokker:
Bethlehem (1475-1573) · Bethlehem (1908-1960) · Nieuwlicht
Hoorn:
Agnieten · Catharina ·Clara · Cecilia · Magdalena · Maria · Pietersdal · Sint Geerten